# Marie-Mad
 (11 août 2025).
Le texte peut changer fréquemment, n’est peut-être pas à jour et peut manquer de recul. N’hésitez pas à participer, en veillant à citer vos sources.
 (avril 2018).
 (juillet 2020).
Si vous disposez d'ouvrages ou d'articles de référence ou si vous connaissez des sites web de qualité traitant du thème abordé ici, merci de compléter l'article en donnant les références utiles à sa vérifiabilité et en les liant à la section « Notes et références ».
Marie-Madeleine Bourdin, dite Marie-Mad, née le 27 novembre 1922 à Paris, est une illustratrice et scénariste française de bande dessinée, principalement connue pour la série Titounet et Titounette. Elle est décédée à Vernon (Eure) le 11 août 2025.
D’abord dessinatrice amatrice, elle signe ses planches du pseudonyme « Marie Mad » à partir de 1955, lors de la création de son personnage Titounet.
C’est dans la maison d’éditions Fleurus qu’elle passe la majeure partie de sa carrière. La reprise de Titounet et Titounette avec Titounet et Titounette dans la forêt d’automne en album à partir de 1958 lui permet d’acquérir une renommée plus grande. Le dernier album de la série officielle est paru en 1968 avec le tome 47 : Préparons l’hiver !

## Biographie

### Une jeunesse tumultueuse (1922-1939)

#### Enfance
Marie-Madeleine Bourdin est issue d’une famille modeste. Son père est ingénieur mécanicien et sa mère couturière. La famille habite à la campagne, en Normandie, dans la commune de Vernon, où Marie-Madeleine grandit avec sa sœur jumelle. Elle est scolarisée à Neuilly-sur-Seine, dans une école laïque près de la mairie. Dès l'enfance, Marie-Madeleine lit beaucoup. Ses parents lui achètent des journaux illustrés tels que La semaine de Suzette, avec les aventures de Bécassine ou encore Fillette avec notamment L'Espiègle Lili . Elle lit également des albums comme Zig et Puce. Sa mère aime dessiner et lui  transmet sa passion. Dans La Semaine de Suzette, Marie-Madeleine découvre Manon Iessel, une illustratrice qu’elle admire et dont elle recopie les dessins. Elle a toujours un crayon à la main et du papier à sa portée. C’est une petite fille très manuelle qui fait beaucoup de bricolages avec tout ce qu’elle peut trouver, qui pratique également le scoutisme catholique. Elle joue beaucoup dehors, se promène dans la forêt à la découverte de la nature, et s’amuse à dessiner et reproduire tout ce qu’elle peut voir.

#### Études
Elle passe son brevet en 1939 (ce qui correspond aujourd’hui à un niveau 2de). Elle passe en parallèle le concours d’entrée de l’école Duperré, l’école supérieure d’Arts appliqués de Paris. Elle est reçue 5e sur 6 places en juin 1939. Elle obtient alors une bourse de la mairie de Neuilly lui permettant de financer ses études, à condition de réussir les quatre années de cours, mais la guerre est déclarée lors de la rentrée de septembre 1939 et l’école est alors délocalisée à Marseille. Son père, qui a déjà fait la guerre de 1914, n’est pas mobilisable. Marie-Madeleine décide de rester à Paris près de sa famille et donc de ne pas poursuivre ses études.

### Premier travail (1939-1944)

#### Rencontre avec Gaston Courtois
Marie Madeleine doit désormais trouver du travail. Pendant 4 ans, elle enchaîne des petits emplois, notamment en usine. Elle apprend en parallèle la dactylographie. Gaston Courtois, qui a fondé le mouvement Cœurs Vaillants, l'aide à trouver un poste de dactylographe à l’UOCF (Union des Œuvres Catholique de France) qui deviendra par la suite Fleurus. Marie-Madeleine fait ainsi un premier pas dans le monde de l’édition.

#### La seconde guerre mondiale
Pendant la guerre, l'UOCF maintient son activité dans un Paris occupé par l'armée allemande. Marie-Madeleine reste active durant cette période, notamment avec les enfants pour qui elle organise des ateliers[réf. nécessaire]. Les directeurs de l'entreprise sont de retour en 1944[réf. nécessaire]. Les conditions de travail restent difficiles et Marie-Madeleine tombe malade par manque de nourriture. Après une convalescence de quelques mois, elle reprend son poste de dactylographe, notamment pour Âmes Vaillantes. Le retour des directeurs entraîne la réouverture du centre de la rue Fleurus.

### L'entrée à Fleurus (1944-1955)
L’abbé Courtois connait sa passion pour le dessin et sait qu’elle aurait dû intégrer l’école d’Arts Appliqués. Il la transfère alors à l’atelier de dessin de la maison dirigée par F. A. Breysse. C'est avant tout un bureau de mise en page et de retouches. Elle y fait la connaissance de Manon Iessel, que ses dessins inspirent depuis sa jeunesse. Marie-Madeleine y restera de 1944 à 1955. 
À son arrivée à la rédaction, il y a déjà une autre Marie-Madeleine. Ses collègues l’appellent donc Marie Mad pour ne pas les confondre. Quand elle commence à dessiner, elle signe sous le nom de Bourdin, puis garde finalement le pseudonyme de Marie Mad. Âmes Vaillantes publie une bande dessinée Lumière dans la tour signée Marie Mad. Il s’agit de sa seule bande dessinée d’aventures, plus tard rééditée aux éditions du Triomphe.

#### Première histoire pour Âmes Vaillantes
En 1950, elle entre à la rédaction d’Âmes Vaillantes qui lui commande une histoire pour les jeunes de 12-13 ans. L’arrivée d’un graveur à qui est confié la rédaction de la fin de l'histoire contraint Marie-Madeleine à ne plus se voir confier que des pages de travaux manuels et de petits dessins.

#### La création deTitounet et Titounette
Parallèlement, Marie-Mad illustre des fils fixes, tels que Petit frère et petite sœur, d’après un conte de Grimm, pour les éditions du Berger. C’est à ce moment que naît la silhouette de Titounet. Sa création, comme celle, plus tard, de Titounette, s'inspire des personnages qu'elle a créés auparavant. En 1954, la rédaction de Cœurs Vaillants cherche à publier des bandes dessinées pour les petits. Plusieurs dessinateurs proposent des projets, mais c’est celui de Marie-Madeleine qui est retenu. Elle propose ses croquis pour l’histoire de Petit frère et petite sœur, et dessine des histoires courtes avec Titounet. En 1955, Cœurs Vaillants lui accorde un quart de page pour une bande dessinée destinée aux plus jeunes avec son personnage. Titounet rencontre alors beaucoup de succès.

### De nouvelles opportunités (1955-1970)

#### Le départ pourPerlin et Pinpin
L’abbé Courtois lui annonce son départ de Cœurs Vaillants et la création d’un nouveau petit journal qu’il voit comme le petit frère, la revue Perlin et Pinpin. Étant donné le succès du personnage, le père courtois lui demande alors de continuer l’histoire dans cette nouvelle revue pour les petits lancée en 1956. Marie-Madeleine crée alors le personnage de Titounette, la petite sœur de Titounet. C’est le début de la série de bande dessinée qui va se poursuivre pendant 27 ans. Étant assurée avec cette série d’avoir un travail régulier, elle quitte l’atelier pour travailler à domicile et obtient un contrat de dessinatrice « extérieure ». Au bout de quelques années, la rédaction lui propose de créer d’autres histoires, mais Marie-Madeleine est très attachée à Titounet et Titounette et ne souhaite pas quitter son univers. Elle en fait paraître 52 histoires par an. Titounet et Titounette tiennent une place importante dans le magazine Perlin et Pinpin. Ses personnages y sont en couverture environ une vingtaine de fois par an sur les 52 numéros. De plus, leurs aventures se placent dès les premières pages du magazine sur deux planches.

#### En parallèle
Marie-Mad travaille pour la Bonne Presse dans Bernadette où elle crée Nicou, Niquette et le lutin Plic. Ce petit lutin est une sorte de conscience invisible des autres héros. Mais Titounet a toujours eu la priorité et une place privilégiée dans la carrière et même la vie de Marie-Madeleine.

### L'heure de la retraite
En 1970, elle s’installe dans l’Eure, dans la ville où elle a grandi. C’est là qu’elle prend sa retraite en 1982. Cependant, elle ne s’arrête pas là. Elle a un atelier chez elle dans lequel elle s’adonne encore à la peinture et la sculpture, et elle dessine bénévolement pour des petits journaux paroissiaux. Marie Mad, toujours manuelle, continue également de fabriquer ce qu’elle peut avec ce qu’elle trouve. Ainsi, elle décore des églises ou des chapelles comme la chapelle de Port-des-Barques en Charente-Maritime.

#### Une carrière après la retraite
Même après la retraite, Marie-Madeleine n'a jamais véritablement cessé de travailler. Elle se sent utile grâce au dessin, mais n’a jamais voulu donner de cours. Comme elle l'a exprimé, elle a reçu ce don du dessin gratuitement et souhaite donc le partager gratuitement en retour en donnant beaucoup de conseils. En 2018, sa vue a beaucoup diminué et elle doit renoncer au dessin. Elle continue tout de même à faire de la sculpture, du modelage et de la peinture. Son thème favori est la Nativité. Elle fait des crèches notamment pour les églises ou pour sa paroisse. En 2022, elle est centenaire et toujours active.

## Titounet et Titounette

### Les personnages
Titounet et Titounette sont frères et sœurs. Ce sont deux enfants entourés de leurs amis les animaux : Pluchon, Doudou, Top et Tap, Toufou. Marie Mad a toujours essayé de rendre les petits animaux les plus sympathiques possible, que ce soit pour le petit ours, le lapin, l’écureuil, les deux petites souris, la biche et le petit loup. Chaque animal à son caractère et sa personnalité. L’ours a un bon cœur. Il y a la famille des herbes folles, les lapins très coquins. Le petit loup quant à lui est un sauvageon. Top et Tap sont des souris : Top fait toujours faire des bêtises à sa sœur. Ils font des blagues que Marie-Mad n’a jamais osé faire quand elle était petite.

### L'inspiration
Titounet et Titounette sont des enfants de la campagne, car Marie-Madeleine a grandi à la campagne, en Normandie, près d’une forêt dans laquelle elle se promenait beaucoup pour partir à la découverte de la nature et des animaux. Elle décide de ne pas parler de religion dans ses histoires pour pouvoir toucher tout le monde. Elle les crée comme une vie qu’elle aurait voulue. Elle dessine ce qu’elle aimerait que les enfants vivent. Il s’agit de sa perception idéale d’une enfance heureuse. Elle tente de faire jouer Titounet et Titounette d’une certaine manière pour que les enfants puissent reproduire leurs jeux dans la cour de leur école ou à la maison. Sa série connaît un tel succès qu'il y a même eu des produits dérivés. Elle a été aidée par Jeannette Rabiller,  son amie d’enfance. Marie Madeleine est à la fois dessinatrice et scénariste. Elle considère Titounet et Titounette comme ses enfants et la série comme l’œuvre majeure de sa vie.
Les idées n’ont jamais manqué à Marie Mad. Elle a toujours eu beaucoup d’imagination. Elle recevait beaucoup de courrier d’enfants qui lui posaient des questions pour tel ou tel thème, ce qui lui donnait des idées. Elle se remettait sans cesse en question par rapport aux courriers qu’elle recevait. Elle y répondait et apportait les modifications nécessaires à ses histoires selon les remarques. Sa sœur avait eu neuf enfants, qui étaient une grande source d’inspiration. Marie-Madeleine notait soigneusement tous leurs mots et aventures qu’elle transférait dans ses histoires. Elle apportait aussi quelques modifications pour que ses personnages aillent avec la mode au fil du temps. Pendant de nombreuses années, elle s’est aussi occupée de colonies trois semaines par an. Cela lui permettait aussi d’avoir de nombreuses idées. Les enfants sont émerveillés par la découverte des saisons, la neige en hiver, l’éclosion des fleurs au printemps. La nature a toujours été une véritable source d’inspiration. 

### Traitement
Titounet et Titounette se tiennent sur trois bandes avec trois cases par bandes. Marie-Madeleine dessinait d’abord au crayon. Elle recopiait ensuite à l’encre de chine à la plume. Avant de commencer chaque image ; elle savait mentalement ce qu’elle allait dessiner. Pour l’exécution, une fois que la planche était dessinée, il fallait faire les textes pour que les bulles ne prennent pas trop de place. Elle débutait donc toujours par les ballons de texte.

### L'avenir deTitounet et Titounette
Dans les années 1990, René Bonnet, fondateur de Fripounet et Marisette, l’appelle en lui disant que Didier Chalufour des éditions du Triomphe la cherche, car il aimerait rééditer ses histoires en albums. Elle part à la recherche de ses originaux laissés dans son grenier et les lui envoie. Didier Chalufour lisait ses histoires étant enfant : rééditer les premières histoires de Titounet lui tient à cœur. Aujourd’hui, ses bandes dessinées continuent à paraître. Le 27e album est prévu pour 2018. Les éditions du Triomphe ont également publié, en édition spéciale, des aquarelles de Titounet et Titounette pour en faire une série sur les minis Titounet. Titounet a été traduit dans plusieurs pays, notamment en Colombie.

## Ses œuvres
- Histoire d'une petite cévenole ou le Miracle de Notre-Dame Marie Rivier, éditée par Apostolat de la Prière, Toulouse / Présentation de Marie, Ardèche (1954)

### Histoires aux éditions Fleurus
Parutions (première et dernière) aux éditions Fleurus dans Perlin et Pinpin.
- Titounet et la fête de la forêt, No 0 (promotionnel), octobre 1956
- Titounet - Madame Binocle et la fin de l'année, 1972[8]

### Albums aux éditions Fleurus
- Lumière dans la tour[9]
- Tome 1 : Titounet et Titounette dans la Forêt d'Automne (1958)
- Tome 2 : Titounet et Titounette et l'hiver joyeux (1958)
- Tome 3 : Titounet et Titounette et l'ami printemps (1958)
- Tome 4 : Titounet et Titounette et les grandes vacances (1958)
- Tome 5 : Titounet et Titounette et les jours de fête (1959)
- Tome 6 : Le petit peuple de la forêt (1958)
- Tome 7 : Titounet et Titounette jouent dans le jardin fleuri (1959)
- Tome 8 : Titounet et Titounette avec Top, le malin souriceau (1959)
- Tome 9 : Pluchon le petit ours (1959)
- Tome 10 : Titounet Titounette avec Sauvageon, le petit loup (1959)
- Tome 11 : Les beaux jeudis (1959)
- Tome 12 : La montagne jolie (1959)
- Tome 13 : Que de bonnes idées ! (1960)
- Tome 14 : Titounet Titounette et leurs amies les fleurs (1961)
- Tome 15 : Doudou Herbefol s'amuse (1961)
- Tome 16 : La colonie de vacances (1961)
- Tome 17 : Titounet Titounette avec Toufou le petit faon (1961)
- Tome 18 : L'éveil de la forêt (1962)
- Tome 19 : Jouons ensemble... (1962)
- Tome 20 : Les petits métiers (1962)
- Tome 21 : Les espiègleries de Tap et Top (1962)
- Tome 22 : Titounet et Titounette se déguisent (1962)
- Tome 23 : Titounet Titounette au pays d'Auvergne (1963)
- Tome 24 : Jeux et rires ! (1963)
- Tome 25 : Automne joli... (1963)
- Tome 26 : Le chemin de l'école (1963)
- Tome 27 : Chez nous (1964)
- Tome 28 : La forêt joyeuse (1964)
- Tome 29 : Soleil et giboulées (1964)
- Tome 30 : La famille Herbefol (1964)
- Tome 31 : Souvenirs de vacances (1964)
- Tome 32 : Titounet et Titounette et l'ami Pluchon (1964)
- Tome 33 : Jeux d'hiver (1965)
- Tome 34 : Premier soleil (1965)
- Tome 35 : Bouquet d'automne (1965)
- Tome 36 : Les belles aventures (1965)
- Tome 37 : Jeudis de neige (1966)
- Tome 38 : Jouons avec eux (1966)
- Tome 39 : Petites mains agiles (1966)
- Tome 40 : Les farces de Sauvageon (1967)
- Tome 41 : Les idées de Pluchon (1967)
- Tome 42 : Titounet Titounette chez Patou et Manou (1967)
- Tome 43 : Vive l'automne (1967)
- Tome 44 : Le temps de Noël (1967)
- Tome 45 : Jeux de printemps (1967)
- Tome 46 : Le temps des vacances (1968)
- Tome 47 : Préparons l'hiver ! (1968)[10]